# 고창 문수사 목조석가여래삼불좌상
고창 문수사 목조석가여래삼불좌상(高敞 文殊寺 木造釋迦如來三佛坐像)은 대한민국 전북특별자치도 고창군 고수면, 문수사에 있는 불상이다. 2016년 11월 15일 대한민국의 보물 제1918호로 지정되었다.

## 지정사유
고창 문수사 목조석가여래삼불좌상은 중앙에 석가여래를 본존으로 좌우에 약사여래와 아미타여래가 배치된 삼불형식이다. 석가여래좌상과 아미타여래좌상에서 발견된 발원문과 1756년의 「文殊寺創建記」현판, 1843년의 「高敞懸鷲領山文殊寺寒山殿重刱記」현판을 통하여 1654년에 彫刻僧 海心, 性守, 勝秋, 敏機, 道均, 妙寬, 勝照, 勝悅, 智文, 信日, 明照, 景性, 一安, 處仁, 元辨 등 15인의 조각승에 의해 조성된 불상으로서, 조선 후기 불교조각사 연구의 중요한 기준자료이다.
석가여래와 약사여래, 아미타여래로 구성된 이와 같은 삼불형식은 임진왜란·정유재란 이후 황폐해진 불교를 재건하는 과정에서 신앙적으로 크게 각광을 받았던 형식이다. 이 삼불상은 17세기 전반기 불상에 비해 양감이 강조되어 중량감이 있으며, 선묘는 비교적 깊이가 얕고 힘 있는 간결한 선묘를 구사하였다. 이는 17세기 전․중엽경 전라도 지역을 기반으로 크게 활동한 조각승 無染派조각의 특징이다. 불상 조각을 주도한 수조각승 해심은 무염의 조각을 계승한 조각승으로, 이곳에는 그의 스승의 조각풍에 존중하면서 그가 추구했던 조각적 의지도 함께 담아낸 것으로 볼 수 있다.
수조각승 해심은 1630년대 초반부터 스승 무염의 조각 작업에 보조 조각승으로 참여하여 조각적 역량을 키웠으며, 1640년대 후반부터는 일군의 조각승을 이끌 수조각승으로 성장하였던 것으로 생각된다. 문수사 석가여래삼불좌상은 현재까지 알려져 있는 수조각승 해심의 조각 작품 중, 완성도와 완결성 등을 두루 갖춘 작품이라는데 중요한 조각사적 의의를 가진다. 조성발원문을 통해 1654년이라는 제작시기, 碧巖覺性, 晦跡性悟, 尙裕와 海心등 제작주체와 조각승 등을 알 수 있어 17세기 불교조각사 연구에 기준자료이다. 이와 더불어 팔각대좌의 윗면에 1844년에 白坡亘璇의 증명으로 圓潭乃圓이 중수화원으로 참여하여 불상을 중수하였다는 묵서명을 남기고 있어 불상의 중수 과정을 이해하는 데도 유익한 자료를 제공한다.

## 참고 자료
- 고창 문수사 목조석가여래삼불좌상 - 국가유산청 국가유산포털